# Geng Shuang
Geng Shuang (né en avril 1973) est un homme politique chinois, occupant le poste de représentant permanent adjoint de la Chine auprès des Nations Unies. Il était auparavant directeur adjoint du Département de l'information du ministère des Affaires étrangères.

## Biographie
Geng Shuang est né à Pékin en avril 1973. Il obtient un baccalauréat ès arts en langue anglaise de l'Université des affaires étrangères de Chine en 1995, et une maîtrise ès arts en relations internationales de l'Université Tufts en 2006.
À partir de 1995, il occupe plusieurs postes au ministère des Affaires étrangères, dont membre du personnel, secrétaire, conseiller et directeur de division. Il est conseiller de l'ambassade de Chine aux États-Unis de 2011 à 2015.
En 2015, il retourne à Pékin et est nommé conseiller de la division économique internationale du ministère des Affaires étrangères. Il est nommé directeur adjoint du Département de l'information du ministère des Affaires étrangères en 2016. Le 26 septembre 2016, il devient porte-parole du Ministère des Affaires étrangères chinois.
Lors d'une conférence de presse de routine le 5 juin 2020, Geng Shuang annonce qu'il n'occupera plus le poste de porte-parole du ministère chinois des Affaires étrangères. Il est remplacé par Zhao Lijian. Le 7 juillet, il présente ses lettres de créance au Secrétariat des Nations Unies en tant que nouveau représentant permanent adjoint et ambassadeur de la Chine.

## Vie privée
Geng est marié et a une fille.